# Eric Keenleyside
Eric Keenleyside (ur. 11 października 1957 w St. Stephen) – kanadyjski aktor filmowy i telewizyjny.

## Życiorys
Urodził się w St. Stephen w Nowym Brunszwiku w Kanadzie. Dorastał w London i spędził pewien czas w Brisbane w Australii. W 1980 ukończył studia na wydziale aktorskim na University of Windsor i odbywał praktyki na festiwalu szekspirowskim w Stratford w Ontario. Mieszkał i pracował w takich miastach jak Toronto, Los Angeles i Vancouver.
W 1985 rozpoczął karierę ekranową występując gościnnie w serialach kanadyjskich takich jak Seeing Things, Comedy Factory i Edisonowie (The Edison Twins). Po udziale w telewizyjnym dramacie kryminalnym CBC/Radio-Canada Love & Larceny (1985) z Kenem Pogue, uhonorowanym Nagrodą Gemini za najlepszy film telewizyjny, zagrał protestora wielorybów w czarnej komedii Centrala (Head Office, 1985) u boku Judge’a Reinholda i Jane Seymour oraz wystąpił w roli nowonarodzonego w komedii Big Deal (1985) z Jeffem Wincottem. Na małym ekranie można go było dostrzec w serialach takich jak Street Justice (1991–1993) z udziałem Carla Weathersa i Bryana Genesse, Sokole Oko (1994–1995), Madison (1995–1996), Nieśmiertelny (1994–1996), a także w dramacie telewizyjnym Titanic (1996) z Catherine Zeta-Jones.
W dreszczowcu Zabójcza pizza (Delivered, 1998) z Davida Stricklanda został obsadzony w roli Hugo. W dramacie telewizyjnym Murder on Pleasant Drive (2006) z Kelli Williams i Amy Madigan pojawił się jako detektyw Brian Potts. W serialu Dawno, dawno temu (Once Upon a Time, 2012–2016) zagrał ojca Belle, Sir Maurice’a i Moe Frencha. W dramacie sensacyjnym Tajemnicza przesyłka (The Package, 2013) wystąpił jako Wielki Doug u boku Stone’a Colda Steve’a Austina i Dolpha Lundgrena.

## Życie prywatne
9 października 1982 ożenił się z Peg Christopherson. Mają dwoje dzieci. Mieszkają w Tsawwassen w Kolumbii Brytyjskiej.

## Filmografia

### Filmy
- 1988: Krótkie spięcie 2 jako kierowca ciężarówki Simpsons
- 1996: Titanic (TV) jako Czarny Billy Jack
- 1996: Opowieści z krypty – orgia krwi jako Noonan
- 1997: Prefontaine jako James Buck
- 2000: Wspaniały Joe jako Larry
- 2001: konspiracja.com jako strażnik kawy
- 2002: Pif-Paf! Jesteś trup! jako Bob Adams
- 2003: Agent Cody Banks jako agent do czyszczenia kuchni
- 2003: Łowca snów jako Rick McCarthy
- 2003: Oszukać przeznaczenie 2 jako detektyw Suby
- 2004: Z podniesionym czołem jako Dan Stadler
- 2005: Tłumaczka jako Rory Robb
- 2006: Firewall jako Alan Hughes
- 2007: Zabójca jako Leevie
- 2010: Szanowny panie Gacy jako Stan
- 2013: Suddenly jako burmistrz
- 2014: Wielkie oczy jako prawnik Gannett
- 2014: Godzilla jako Boyd
- 2016: Gorzka siedemnastka jako Tom
- 2018: I że ci nie odpuszczę jako jednoramienny szeryf

### Seriale TV
- 1991: Żar tropików jako Walker – opiekun kostnicy / Jojo
- 1994: Nieśmiertelny jako Dallman Ross
- 1994–1995: Sokole Oko jako Doyle
- 1995: Dzieci prerii jako szef Beeson
- 1995–1996: Madison jako Stanislav Wakaluk
- 1996: Nieśmiertelny jako Trey Franks
- 2000: Rekiny i płotki jako Chip Resnick
- 2000: Diabli nadali jako Roger
- 2003: Tajemnice Smallville jako barman Mike
- 2004: Szpital „Królestwo” jako Hagarty
- 2005: Gwiezdne wrota (Stargate SG-1) jako Fred
- 2007: Świry jako Steve Hitchcock
- 2007: Podróżnik jako Robert Dougherty
- 2010–2011: Hellcats jako Bob Overton
- 2015: Fargo jako Bud Jorgenlen
- 2019: Seria niefortunnych zdarzeń jako szef straży pożarnej